# 142. attackflygdivisionen
142. attackflygdivisionen även känd som Niklas Blå var en attackflygdivision inom svenska flygvapnet som verkade i olika former åren 1945–1961. Divisionen var baserad på Halmstads flygplats i nordvästra Halmstad.

## Historik
Niklas Blå var 2. divisionen vid Hallands flygflottilj (F 14), eller 142. attackflygdivisionen inom Flygvapnet. Divisionen bildades den 1 oktober 1945 som en bombflygdivision. År 1953 trädde divisionen in i den så kallade jetåldern, då den ombeväpnades till J 28B Vampire, eller A 28B som den kom att benämnas vid F 14. Med det hade divisionen börjat ta ett första steg i att omorganiseras till en attackflygdivision. Vilket också skedde 1958 då divisionen ombeväpnades och omskolades till A 32A Lansen. Divisionen blev dock inte långlivad, då riksdagen genom försvarsbeslutet 1958 beslutade att Hallands flygflottilj skulle avvecklas. Försvarsbeslutet innebar dock ingen reducering av antalet attackflygdivisioner inom Flygvapnet. Utan divisionens flygplan kom precis som 141. attackflygdivisionen samt 143. attackflygdivisionen att överföras till Hälsinge flygflottilj. För att där utgöra grunden till att omorganisera och omskola divisionerna vid F 15 till attackflygdivisioner. 142. attackflygdivisionen upplöstes och avvecklades under 1961.

## Materiel vid förbandet
| Bombflygplan - 1945–1953: B 18B | Attackflygplan - 1953–1957: J 28B Vampire - 1957–1961: A 32A Lansen |

## Förbandschefer
Divisionschefer vid 142. attackflygdivisionen (Niklas Blå) åren 1945–1961.
- 1945–1961: ?

## Anropssignal, beteckning och förläggningsort
| Niklas Blå | 1945-10-01 | – | 1961-??-?? |

| 142. bombflygdivisionen   | 1945-10-01 | – | 1958-??-?? |
| 142. attackflygdivisionen | 1958-??-?? | – | 1961-??-?? |

| Halmstads flygplats (F) | 1945-10-01 | – | 1961-??-?? |